# The Dils
The Dils — американская панк-рок-группа, созданная в 1977 году в Карлсбаде, Калифорния братьями Чипом (гитара, вокал) и Тони Кинманами (бас-гитара, вокал). Они и оставались единственными постоянными участниками группы и авторами всех песен. За 3 с небольшим года существования группы, в ней успели смениться четыре барабанщика.
Вокалист/гитарист Чип Кинман заявлял, что они выбрали название Dils потому что «оно абсолютно ничего не значит».
В 1978 году, группа снялась в фильме дуэта Чича и Чонга Укуренные. Они были второй группой, участвующей в фестивале клуба Roxy, и исполнили песню «You’re Not Blank».

## История
В 1977 году, вскоре после основания, группа передислоцировалась из Карлсбада в Сан-Франциско, где внесли свой вклад в формирование зарождающейся панк-сцены. В то время басист Тони Кинман успел недолго поиграть в составе группы Avengers. Затем Dils переехали в Лос-Анджелес, где также стали популярны в панк-кругах.
The Dils известны своми крайне левыми политическими взглядами, за которое их называли "калифорнийскими The Clash, « и своим мелодичным чутьём, за которое получили прозвище „панковские Everly Brothers“.
Их дебютным синглом стала семидюймовая пластинка „I Hate The Rich“ / „You’re Not Blank“ (позже, песня „You’re Not Blank“ приобрела популярность в исполнении миннеаполиской панк-группы Dillinger Four), которая вышла в 1977 году на лос-анджелесском лейбле What? Records (на котором записывались The Germs, наряду с другими) и которая полностью отражает позицию группы. Название группы на первых копиях сингла можно было ошибочно принять за The Oils. Позже, этот же лейбл переиздал сингл с более различимым шрифтом.
Их следующей записью стал высоко оценённый критиками сингл „Class War“ / „Mr. Big“ („Class War“ была позже перепета канадской панк-группой D.O.A.), выпущенный в том же году на новаторском лейбле Dangerhouse в количестве 1500 копий под названием 198 Seconds of the Dils.
Последним релизом группы стал сингл „Made in Canada“, в который вошли две семидюймовые пластинки с песнями „Sound of the Rain“, „It’s Not Worth It“ и „Red Rockers“, последняя сторона не содержала музыки. Сингл был записан в ноябре 1979 года в Ванкувере, и выпущен в 1980 году канадским лейблом Rogelletti Records. Пластинка продемонстрировала направленность группы на коренной рок.
The Dils распались в 1980 году.
На раннем этапе карьеры, менеджером группы был журналист Стивен Шварц.

### После распада
Братья Кинман продолжили карьеру в направлении коренного рока сначала в кау-панк-группе Rank and File, в которую также входил Алехандро Эсковедо (The Nuns), а затем в Cowboy Nation в 1990-х. Между этими группами, в 1987 году братья образовали проект Blackird, музыкальной составляющей которого были гитара + драм-машина, в 1994 году они его забросили. В 2000-х Чип образовал группу Chip Kinman and PCH, а Тони участвует в Los Trendy.

## Дискография
- I Hate the Rich/You’re Not Blank 7" (1977; What? Records)
  - Переиздан в 1990 году на Gift of Life Records
  - Обе песни + What Goes On (концертная версия, ранее не издавалась) вошли в LP/CD сборник What? Stuff лейбла What? (1990; Iloki Records)

1. „I Hate The Rich“
2. „You’re Not Blank“

- 198 Seconds of the Dils 7» (1977; Dangerhouse Records)
  - Сторона A содержится на LP/CD сборнике Dangerhouse Volume 1 лейбла Dangerhouse; Сторона B на сборнике Dangerhouse Volume 2, оба вышли на лейбле Frontier Records

1. «Class War»
2. «Mr. Big»

- Made in Canada 2x7" (1980; Rogelletti Records)
  - Перезаписанная «Sound of the Rain» вошла в альбом Rank and File Long Gone Dead (1984; Slash Records)

1. «Sound of the Rain»
2. «Red Rockers»
3. «It’s Not Worth It»

- Live:Dils LP (1987; Triple X Records/Iloki Records 1987)
- The Dils Live 1977—1980 LP (1990; Lost Records)
- Dils Dils Dils LP (1991; Bacchus Archives) (переиздан на CD в 1992; Damaged Goods Records)
  - Сборник включает первое демо группы, 198 Seconds of the Dils, Made in Canada и концертные треки 1978 и 1979 годов.
- The Last Goodbye LP (199?; бутлег)
  - Концертные записи 1980 года.
- Class War LP/CD (2000; Dionysus/Bacchus)
  - Включает сингл I Hate the Rich/You’re Not Blank и 10 концертных песен, записанных в 1980 году, прежде выпущенных на The Dils Live 1977—1980.

## Участие в сборниках
- Rat Music for Rat People Vol 1 LP (1982; CD Presents)
  - Содержит студийную запить 1977 года одной из первых песен группы, «Blow Up».
  - Пластинка была переиздана с новым оформлением в середине 90-х (некоторые копии на синем виниле), её тираж всё ещё не распродан.

## На сборниках
- «Class War» вошла в сборник Dangerhouse, Vol. 1 (Frontier Records — 1991)
- «I Hate the Rich», «You’re Not Blank», «What Goes On», и «Red Rockers Rule» попали на What? Stuff (Bomp Records — 2000)
- «I Hate the Rich» и «Mr. Big» вошли в сборник D.I.Y.: We’re Desperate: The L.A. Scene (Rhino Records — 1993)
- «Mr. Big» звучит на Saturday Night Pogo (Rhino Records — 1978)
- «Mr. Big» звучит на Dangerhouse, Vol. 2: Give Me a Little Pain! (Frontier Records — 1992)
- «You’re Not Blank» звучит на сборнике Faster and Louder: Hardcore Punk Vol. 2 (Rhino Records — 1993)